# Маттіас Пінчер
Маттіас Пінчер (нім. Matthias Pintscher, 29 січня 1971 Марль, Німеччина) —  німецький композитор, диригент, музичний керівник ансамблю InterContemporain.

## Біографія
Музичну освіту розпочав у рідному місті з занять на фортепіано, ударних та скрипці. Досить рано розпочав диригентську діяльність, диригуючи юнацьким оркестром Марля. Цей досвід сформував його смак до оркестрової музики і вплинув на композиторські пошуки молодого композитора, у перших творах якого відчувається симфонічне мислення .
Після поїздки на навчання до Лондона у 1988 році він продовжує заняття композицією під керівництвом Гізелера Клебе (Giselher Klebe) у Вищій школі музики Детмольда. У 1990 році зустрічає Ганса Вернера Хенце, на запрошення якого у 1991 та 1992 роках бере участь у його літній школі у Монтепульчано (Італія). Також навчається у німецького композитора та флейтиста Манфреда Трояна у Дюсельдорфі.
У 2000-2002 роках був композитором-резидентом Клівлендського симфонічного оркестру. 
З 2007 року Пінчер є професором композиції Вищої школи музики і театру у Мюнхені, а також артистичним директором Гайдельберзької творчої майстерні (зараз, Академії молодих композиторів Гайдельберга) фестивалю Гайдельберзька весна (Heidelberger Frühling).
Після резиденцій Симфонічного оркестру Саарбрюккена у 2006-2007 роках, потім Кельнської філармонії (2007-2008) та Симфонічного оркестру радіо Штутгарта у 2008-2009 роках композитор переїжджає до Нью-Йорка. 
У жовтні 2010 композитор стає першим асоційованим артистом Шотландського симфонічного оркестру BBC. У червні 2012 року ансамбль InterContemporain повідомляє про його призначення музичним директором ансамблю у наступному сезоні. Сезон 2013-2014 був першим для Пінчера на цій посаді.
Протягом сезону 2014-2015 Пінчер розпочав трирічну резиденцію при оркестрі Данського радіо
У сезон 2016-2017 був головним диригентом Академічного оркестру Люцернського фестивалю, ставши наступником П. Булеза.
З 2014 року є професором композиції Джульярдської школи.

## Список творів

### Твори для інструментів соло
- Cadenza для кларнета соло (1989), Inédit
- Figura III для акордеона (2000), 08 mn, Bärenreiter
- Figura V / Assonanza для віолончелі (2000), 06 mn, Bärenreiter
- Monumento I пам’яті Артюра Рембо, для фортепіано (1991), 16 mn, Bärenreiter
- Nacht. Mondschein сцена для фортепіано, взята з балету 'Gesprungene Glocken' (1994), 07 mn, Bärenreiter
- Nemeton для перкусії соло (2007), 12 mn, Bärenreiter
- Omaggio a Giovanni Paisiello дві фантазії на тематичні фрагменти струнного квартету для скрипки (1991-1995), 12 mn, Bärenreiter
- On a clear day для фортепіано (2004), 08 mn, Bärenreiter
- Partita для віолончелі соло (1991), 19 mn, Bärenreiter
- Shining forth для труби соло (2008), 04 mn, Bärenreiter
- Sieben Bagatellen mit Apotheose der Glasharmonika для басового кларнета in B (1993-2001), 15 mn, Bärenreiter
- Study III for Treatise on the Veil для скрипки соло (2007), Bärenreiter
- Tableau / Miroir lamentations для фортепіано, в двох частинах (1992), 18 mn, Bärenreiter
- in nomine (Übermalung) для альта (1999), 08 mn, Bärenreiter

### Камерна музика
- Струнний квартет № 1 (1988), Inédit
- Струнний квартет № 2 (1990), 26 mn, Bärenreiter
- Dernier espace avec introspecteur споглядання кімнатної скульптури Йозефа Бойса, для хроматичного акордеона та віолончелі (1994), 21 mn, Bärenreiter
- Figura - Zyklus для акордеона та струнного квартету (1998-2000), 35 mn, Bärenreiter
- Figura I для струнного квартету та акордеона (1998), 10 mn, Bärenreiter
- Figura II / Frammento для струнного квартету (1997), 04 mn, Bärenreiter
- Figura IV / Passaggio для струнного квартету (1999), 08 mn, Bärenreiter
- Janusgesicht для альта та віолончелі (2001), 10 mn, Bärenreiter
- Струнний квартет № 4 Ritratto di Gesualdo (1992), 27 mn, Bärenreiter
- Study I for Treatise on the Veil для скрипки та віолончелі (2004), 17 mn, Bärenreiter
- Study II for Treatise on the Veil для струнного тріо (2005), 15 mn, Bärenreiter
- Study IV for Treatise on the Veil для струнного квартету (2009), 13 mn, Bärenreiter
- Svelto для скрипки, віолончелі та фортепіано (2006), 05 mn, Bärenreiter

### Інструментальні ансамблі
- Bereshit для великого ансамблю (2012), 34 mn about , Bärenreiter
- Choc (Monumento IV) Antiphonen для великого ансамблю (1996), 20 mn, Bärenreiter
- Devant une neige Monumento II, для оркестру (1993), 23 mn, Bärenreiter
- Dunkles Feld - Berückung сцени для великого оркестру (1993-1998), 23 mn, Bärenreiter
- Départ (Monumento III) для ансамблю (1993-1995), 09 mn, Bärenreiter
- Ex nihilo для камерного оркестру (2011), 12 mn about , Bärenreiter
- Fünf Orchesterstücke (1997), 20 mn, Bärenreiter
- Invocazioni для духового оркестру (1991-1993), 15 mn, Bärenreiter
- Osiris для оркестру (2007), 20 mn, Bärenreiter
- Симфонія№ 1 для великого оркестру (1989), Inédit
- Симфонія№ 3 для великого оркестру, Фрагмент (1992), Inédit
- Towards Osiris етюд для оркестру (2005), 08 mn, Bärenreiter

### Концертний жанр
- Chute d'étoiles присвята Ансельму Кіферу для двох труб з оркестром (2012), 20 mn about , Bärenreiter
- En sourdine для скрипки з оркестром (2002), 23 mn, Bärenreiter
- Fantasmagoria для кларнета та інструментального ансамблю (1989), Inédit
- La Metamorfosi di Narciso Allegoria sonora, для віолончелі та інструментального ансамблю (1992), 34 mn, Bärenreiter
- Mar'eh для скрипки з оркестром (2010-2011), 23 mn about , Bärenreiter
- Occultation третя частина Sonic eclipse для валторни, труби та ансамблю (2010), 13 mn about , Bärenreiter
- Reflections on Narcissus для віолончелі з оркестром (2004-2005), 37 mn, Bärenreiter
- Симфонія№ 2 для альта та великого оркестру (1989), Inédit
- Tenebrae для розстроєного альта, малого ансамблю та живої електроніки (2000-2001), 20 mn, Bärenreiter
- Transir для флейти та камерного оркестру (2005-2006), 20 mn, Bärenreiter
- Verzeichnete Spur для контрабаса, трьох віолончелей, ансамблю та живої електроніки(2005), 20 mn, Bärenreiter
- celestial object I перша частина Sonic eclipse, для труби соло та ансамблю (2009), 15 mn, Bärenreiter
- celestial object II друга частина Sonic eclipse, для валторни соло та ансамблю (2009), 12 mn, Bärenreiter

### Вокально-інструментальна музика
- Квартет № 3 для струнних з баритоном, фрагмент (1991), Inédit
- A twilight's song для сопрано та семи інструментів (1997), 15 mn, Bärenreiter
- Gesprungene Glocken для колоратурного сопрано та оркестру з однойменного балету (1996), 17 mn, Bärenreiter
- Gesprungene Glocken théâtre musical / балет за Войцеком Бюхнера (1992-2000), Bärenreiter
- Hérodiade-Fragmente драматична сцена для сопрано з оркестром (1999), 24 mn, Bärenreiter
- L'Espace dernier мюзикл в чотирьох частинах на тексти на образи навколо творчості та життя Артюра Рембо (2002-2003), Bärenreiter
- Lieder und Schneebilder для сопрано та фортепіано (2000), 20 mn, Bärenreiter
- Monumento V пам’яті Артюра Рембо для восьми голосів, трьох віолончелей та ансамблю (1998), 18 mn, Bärenreiter
- Musik aus Thomas Chatterton для баритона з оркестром (1998), 25 mn, Bärenreiter
- Ofelia цикл у трьох частинах для сопрано та фортепіано (1990), Inédit
- Songs from Solomon's garden для баритона та камерного оркестру (2009), 20 mn about , Bärenreiter
- Sur 'Départ' для оркестру з трьох груп, трьох віолончелей та жіночого вокального ансамблю (1999), 17 mn, Bärenreiter
- The Garden Memento для контратенора, перкусії та фортепіано (2006), 08 mn, Bärenreiter
- Thomas Chatterton опера у двох частинах за Гансом Генні Янном (1994-1998), 1 h 40 mn, Bärenreiter
- Vers quelque part ... - façons de partir версія для жіночого голосу a cappella та п’ятьох ударників ad libitum (2000), 16 mn, Bärenreiter
- Vers quelque part ... - façons de partir версія для жіночого голосу-читця, ударника, двох віолончелей та живої електроніки (2000-2001), Bärenreiter
- With lilies white для оркестру з голосом (2001-2002), 20 mn, Bärenreiter
- pourquoi l’azur muet ... музика з L’espace dernier для сопрано, мецо-сопрано та оркестру (2008), 30 mn, Bärenreiter

### Вокальна музика a cappella
- she-cholat ahavat ani shir ha shirim V, для змішаного хору a cappella (2008), 15 mn, Bärenreiter